# 世にも奇妙な君物語
『世にも奇妙な君物語』（よにもきみょうなきみものがたり）は、朝井リョウの短編小説集。
「いつか、世にも奇妙な物語」のタイトルで、『小説現代』（講談社）2015年4月号から8月号まで掲載された。のちに改題され、2015年11月19日に単行本、2018年11月15日に文庫本が発売された。
テレビドラマ『世にも奇妙な物語』のファンである作者が、ドラマの原作に採用されることを目標として執筆した。同番組が2時間で5編放送されるため、それに合わせて本作品も全5話で構成されている。執筆前に同番組のプロデューサーに会う機会があり、そのときに「シェアハウさない」「リア充裁判」「脇役バトルロワイアル」とその後没にした1本、計4本のプロットを持参した。そこで「現代風刺とどんでん返しのある物語が原作に採用されやすい」というアドバイスを受け、現代風刺の「立て！ 金次郎」と「13.5文字しか集中して読めな」を追加した。
2021年にWOWOWでテレビドラマが放送された。

## 収録作品
第1話 シェアハウさない
フリーライターの田上浩子は、居酒屋で酔い潰れていたところ、見ず知らずの女性・真須美に介抱される。目を覚ますと、浩子はシェアハウスにいた。真須美はここで、男性2人、女性1人と一緒に暮らしているという。浩子は「シェアハウスが本当にシェアしているのは何なのか」というテーマで記事を書くため、自分がライターであることを隠して、シェアハウスの住人と距離を縮めていく。
第2話 リア充裁判
無作為に選ばれた18歳以上の就労前の市民を対象に、コミュニケーション能力を測る調査会、通称「リア充裁判」が行われる時代。谷沢知子は小学生のとき、年の離れた姉が「リア充裁判」を機に変わってしまったことで心に傷を負い、中学生以降は大好きだった姉と同じ法学部を目指して猛勉強する。数年後、就職活動中の大学生の知子のもとに、「リア充裁判」の参加要請のハガキが届く。
第3話 立て！ 金次郎
幼稚園教諭の金山孝次郎は、PTAの最大派閥のリーダー・宇佐美栄子と良好な関係を築けず悩んでいた。ある日、孝次郎は主任の須永篤子から、内気な園児・小寺学人を次の運動会で目立たせるよう指示される。孝次郎の幼稚園では、園児一人ずつに年に2回、行事で活躍の場を設けるという方針だった。園児の適正も考えず機械的に見せ場を与えようとする須永に、孝次郎は反発して一計を案じる。
第4話 13.5文字しか集中して読めな
ニュース配信サイト「サーフィンNEWS」は13.5文字のタイトルと3行の要約文に本文というスタイルが好評を博している。ニュース編集室の本田香織は、あるとき夫の裕嗣が浮気しているのではないかという疑惑を持つ。更に、室長の板谷夕夏から、「サーフィンNEWS」の方針転換を考えていると打ち明けられる。家庭でも仕事でも問題を抱える香織に、元恋人の岡田が声をかけてくる。
第5話 脇役バトルロワイヤル
舞台の主演オーディションの最終選考会場にやってきた溝淵淳平。だが、会場にいたのはオーディション参加者の6名のみ。会場にはカメラが置かれ、それを通して別室で審査しているようだった。集められた6名は年齢も性別もバラバラで、唯一の共通点は「脇役で活躍している役者」であることだった。ここで、たわいもない一言を発した桟見れいなが、突然不合格となってしまう。

## 書誌情報
- 朝井リョウ 『世にも奇妙な君物語』
  - 単行本：2015年11月19日発売、講談社、ISBN 978-4-06-219824-0
  - 文庫本：2018年11月15日発売、講談社文庫、ISBN 978-4-06-513722-2

## テレビドラマ
2021年3月6日から4月3日まで毎週土曜0時から0時30分（金曜深夜）に、WOWOWプライムで1話完結のオムニバスドラマとして放送された。主演は黒島結菜（第1話）、葵わかな（第2話）、佐藤勝利（第3話）、田中麗奈（第4話）、上田竜也（第5話）。

### キャスト
第1話
- 田上浩子（フリーライター） - 黒島結菜（中学時代：長澤樹）
- 良治（シェアハウスの住人） - 戸次重幸
- 由可里（シェアハウスの住人） - 吹越ともみ
- 章大（シェアハウスの住人） - 佐野和真
- れいな（浩子の親友、パティシエ） - 永尾まりや
- 真須美（シェアハウスの住人） - 鶴田真由

第2話
- 谷沢知子（大学生） - 葵わかな（幼少期：柴山愛理）
- 渡辺小百合（大学生） - 武田玲奈
- 岸谷航平（大学生） - 松倉海斗（Travis Japan / ジャニーズJr.）
- 谷沢典子（知子の姉） - 辻千恵
- 智彦（リア充裁判の事務局員） - 水橋研二
- 野中（リア充裁判の議長） - 窪塚俊介

第3話
- 金山孝次郎（幼稚園教諭） - 佐藤勝利
- 宇佐美栄子（宇佐美颯太の母） - 橋本真実
- 小寺久美（小寺学人の母） - 理絵
- 涼（孝次郎の幼馴染み） - 前田航基
- 宇佐美颯太（園児） - 森優理斗
- 小寺学人（園児） - 有山実俊
- 須永篤子（幼稚園教諭） - 平岩紙

第4話
- 本田香織（WEBニュースライター） - 田中麗奈
- 本田裕嗣（香織の夫、文房具メーカーの広報部） - 長谷川朝晴
- 岡田安則（香織の元恋人、香織と同じ会社のマーケティング部） - 柏原収史
- 本田直喜（香織の息子、小学3年生） - 嶺岸煌桜
- 佐藤夕夏（香織の上司） - 渡辺真起子
- 渡辺（岡田の上司） - 田口浩正

第5話
- 淳（役者） - 上田竜也
- 天才子役 - 寺田心

### スタッフ
- 原作 - 朝井リョウ 『世にも奇妙な君物語』（講談社文庫刊）
- 監督 - 池澤辰也
- 脚本 - 渡辺千穂
- 音楽 - 信澤宣明
- チーフプロデューサー - 青木泰憲
- プロデューサー - 山田雅樹、池澤辰也、石井満梨奈
- 製作 - WOWOW、テレパック

### 放送日程
| 各話  | 放送日  | サブタイトル               |
| ----- | ------- | -------------------------- |
| 第1話 | 3月06日 | シェアハウさない           |
| 第2話 | 3月13日 | リア充裁判                 |
| 第3話 | 3月20日 | 立て！ 金次郎              |
| 第4話 | 3月27日 | 13.5文字しか集中して読めな |
| 第5話 | 4月03日 | 脇役バトルロワイヤル       |